# John Quincy Adams Birthplace
Ne doit pas être confondu avec John Adams Birthplace.
La John Quincy Adams Birthplace est une maison à Quincy, au Massachusetts, dans le nord-est des États-Unis. Maison natale de John Quincy Adams, elle est protégée au sein de l'Adams National Historical Park. Classée National Historic Landmark depuis le 19 décembre 1960, elle est inscrite au Registre national des lieux historiques depuis le 15 octobre 1966.